# Powiat Cham
Powiat Cham (niem. Landkreis Cham) – powiat w Niemczech, w kraju związkowym Bawaria, w rejencji Górny Palatynat, w regionie Ratyzbona.
Siedzibą powiatu Cham jest miasto Cham.

## Podział administracyjny
W skład powiatu Cham wchodzi:
- sześć gmin miejskich (Stadt)
- pięć gmin targowych (Markt)
- 28 gmin wiejskich (Gemeinde)
- sześć wspólnot administracyjnych (Verwaltungsgemeinschaft)

Miasta:
| Lp. | Nazwa miasta  | Ludność (31.12.2011) | Powierzchnia km² |
| --- | ------------- | -------------------- | ---------------- |
| 1   | Bad Kötzting  | 7.243                | 62,17            |
| 2   | Cham          | 16.961               | 80,67            |
| 3   | Furth im Wald | 8.960                | 67,08            |
| 4   | Roding        | 11.669               | 117,97           |
| 5   | Rötz          | 3.492                | 66,68            |
| 6   | Waldmünchen   | 6.958                | 101,16           |

Gminy targowe:
| Lp. | Nazwa gminy targowej          | Ludność (31.12.2011) | Powierzchnia km² |
| --- | ----------------------------- | -------------------- | ---------------- |
| 1   | Eschlkam                      | 3.412                | 60,50            |
| 2   | Falkenstein                   | 3.224                | 45,46            |
| 3   | Lam                           | 2.764                | 33,39            |
| 4   | Neukirchen beim Heiligen Blut | 3.832                | 59,88            |
| 5   | Stamsried                     | 2.153                | 43,44            |

Gminy wiejskie:
| Lp. | Nazwa gminy       | Ludność (31.12.2011) | Powierzchnia km² |
| --- | ----------------- | -------------------- | ---------------- |
| 1   | Arnschwang        | 2.007                | 28,30            |
| 2   | Arrach            | 2.622                | 28,80            |
| 3   | Blaibach          | 1.980                | 17,02            |
| 4   | Chamerau          | 2.590                | 23,39            |
| 5   | Gleißenberg       | 886                  | 15,39            |
| 6   | Grafenwiesen      | 1.579                | 10,23            |
| 7   | Hohenwarth        | 1.992                | 24,23            |
| 8   | Lohberg           | 1.993                | 59,25            |
| 9   | Michelsneukirchen | 1.763                | 32,86            |
| 10  | Miltach           | 2.281                | 25,24            |
| 11  | Pemfling          | 2.239                | 44,53            |
| 12  | Pösing            | 973                  | 9,14             |
| 13  | Reichenbach       | 1.240                | 10,53            |
| 14  | Rettenbach        | 1.772                | 26,72            |
| 15  | Rimbach           | 1.966                | 24,69            |
| 16  | Runding           | 2.282                | 20,95            |
| 17  | Schönthal         | 2.024                | 43,70            |
| 18  | Schorndorf        | 2.614                | 38,54            |
| 19  | Tiefenbach        | 2.068                | 45,82            |
| 20  | Traitsching       | 4.088                | 45,40            |
| 21  | Treffelstein      | 1.005                | 20,88            |
| 22  | Waffenbrunn       | 2.049                | 25,16            |
| 23  | Wald              | 2.804                | 37,78            |
| 24  | Walderbach        | 2.093                | 39,04            |
| 25  | Weiding           | 2.565                | 28,16            |
| 26  | Willmering        | 2.088                | 10,30            |
| 27  | Zandt             | 1.899                | 21,62            |
| 28  | Zell              | 1.858                | 32,93            |

Wspólnoty administracyjne:
| Lp. | Nazwa wspólnoty administracyjnej | Ludność (31.12.2011) | Powierzchnia km² | Liczba gmin |
| --- | -------------------------------- | -------------------- | ---------------- | ----------- |
| 1   | Falkenstein                      | 6.764                | 105,04           | 3           |
| 2   | Stamsried                        | 3.126                | 52,55            | 2           |
| 3   | Tiefenbach                       | 3.073                | 66,70            | 2           |
| 4   | Wald                             | 4.662                | 70,68            | 2           |
| 5   | Walderbach                       | 3.333                | 49,47            | 2           |
| 6   | Weiding                          | 3.451                | 43,55            | 2           |

## Zmiany administracyjne
- 1 listopada 2013
  - 8,84 km² przyłączono do powiatu z powiatu Schwandorf, w wyniku rozwiązania obszaru wolnego administracyjnie Einsiedler und Walderbacher Forst
- 1 stycznia 2017
  - 6,11 km² przyłączono do powiatu z powiatu Schwandorf, w wyniku rozwiązania obszaru wolnego administracyjnie Östlicher Neubäuer Forst